# Turbo jonathani
Turbo jonathani is een slakkensoort uit de familie van de Turbinidae. De wetenschappelijke naam van de soort is voor het eerst geldig gepubliceerd in 1992 door Dekker, Moolenbeek & Dance.